# Trichoniscus anopthalmus
Trichoniscus anopthalmus is een pissebed uit de familie Trichoniscidae. De wetenschappelijke naam van de soort is voor het eerst geldig gepubliceerd in 1967 door Albert Vandel.